# Susie Dent
Susan Francesca Dent, née le 19 novembre 1964,, est une lexicographe, étymologue et personnalité médiatique anglaise.
Elle est apparaît dans le "Dictionary Corner" du jeu télévisé de Channel 4 Countdown, inspiré de Des chiffres et des lettres, depuis 1992. Elle apparaît également dans 8 Out of 10 Cats Does Countdown, une version comique de l'émission présentée par le comédien Jimmy Carr.
Elle est vice-présidente honoraire du Chartered Institute of Editing and Proofreading (CIEP) depuis 2016.

## Jeunesse et éducation
Dent est né à Woking, dans le Surrey. Elle fait ses études au couvent mariste d'Ascot, une école de jour catholique romaine puis à Eton College. Elle fréquente ensuite le Somerville College d'Oxford pour un BA en langues modernes, puis à l'Université de Princeton pour une maîtrise en allemand

## Carrière
Le premier travail de Dent est comme serveuse. Lorsqu'elle commence à apparaître dans Countdown en 1992, elle travaille en parallèle pour l'Oxford University Press sur la production de dictionnaires anglais, après avoir travaillé sur des dictionnaires bilingues.
Elle est lexicographe résidente et arbitre pour les rondes de lettres sur le jeu télévisé de Channel 4 Countdown, inspiré de Des chiffres et des lettres. A chaque épisode, elle fournit également un bref commentaire sur l'origine d'un mot ou d'une phrase en particulier. Elle est le membre le plus ancien de l'équipe actuelle à l'écran de l'émission, apparaissant pour la première fois en 1992 et ayant participé à plus de 4500 apparitions. Lors de congé parental durant l'hiver 2007-2008, elle est remplacée par Alison Heard . Elle travaille également pour l'émission dérivée 8 Out of 10 Cats Does Countdown.
Elle joue son propre rôle dans un épisode de la sitcom de la BBC Not Going Out,.
Elle présente la série Web de Channel 4 Susie Dent's Guide to Swearing, qui explore l'étymologie et l'histoire de certains jurons anglais. Elle fait aussi une apparition dans l'émission de divertissement de la BBC, Would I Lie to You. En 2018, elle apparaît dans cinq épisodes du panel show House of Games animée par Richard Osman.
En 2019, Dent lance le podcast Something Rhymes With Purple, co-animé avec Gyles Brandreth.
Depuis 2023 elle est vice-présidente du Chartered Institute of Linguists.

## Ouvrages publiés
De 2003 à 2007, Dent est l'auteur d'une série de rapports linguistiques annuels pour l'Oxford University Press (OUP). Le premier s'intitule simplement The Language Report (2003), suivi de Larpers and Shroomers (2004) ; Fanboys et Overdogs (2005); The Like, Language Report for Real (2006) ; et The Language Report: English on the Move 2000 – 2007 (2007). Le format de cette publication est révisé pour 2008 en tant que collection de A à Z de mots nouveaux et nouvellement ressuscités, publié en octobre 2008 sous le nom Words of the Year.
En 2005, elle publie Winning Words, et en 2009 What Made the Crocodile Cry? 101 questions about the English language. Elle publie également un livre sur les dialectes, How to Talk Like a Local, en mars 2010.

## Vie privée
Susie Dent est mariée à Paul Atkins, un enseignant, et a deux filles, Lucy et Thea.